# Ernst Nordin
Pour les articles homonymes, voir Nordin.
Ernst Nordin, né le 11 mars 1934, est artiste sculpteur suédois.
Depuis 1966, Ernst Nordin a conçu de nombreuses œuvres :
- différentes sculptures dont Non Serviam (1980), Norra skenet (à l'université d'Umeå, 1969), Mitt Pantheon
- plus de 80 médailles
- des pièces de monnaie suédoises dont
  - la pièce de 10 couronnes 2001 avec le portrait du roi Charles XVI Gustave de Suède
  - les pièces de collection de 200 et 2000 couronnes 2003 (30e anniversaire de l'accession au trône de Charles XVI
  - les pièces de collection de 200 et 2000 couronnes 2005 (100e anniversaire de la naissance de Dag Hammarskjöld)